# Ramen para dos
«Ramen para dos» (estilizada en mayúsculas) es una canción interpretada por los cantantes argentinos María Becerra y Paulo Londra. Fue lanzada como sencillo el 8 de mayo de 2025 por Warner Music Latina. Se trata de una canción de R&B latino con influencias de la balada romántica y el trap latino; y su letra expresa una historia de decepción amorosa con dos miradas opuestas. La temática del video musical está inspirada en la cultura asiática oriental.

## Antecedentes y lanzamiento
El 26 de marzo de 2025, Becerra realizó una transmisión en vivo desde su cuenta de Instagram acompañada por el productor musical ecuatoriano Xross para componer una canción incluyendo las sugerencias de sus fanáticos. En abril de ese año, Becerra hizo una publicación en Instagram preguntando a sus seguidores con qué artista le gustaría que realizara una colaboración. De esta manera, los fanáticos comenzaron a etiquetar a Paulo Londra en la publicación, lo que provocó un intercambio en los comentarios entre ambos artistas sobre la posibilidad de trabajar juntos. Poco después, Becerra durante su paso por el festival Primavera Pop en España confirmó en una entrevista con Los 40 que la colaboración con Londra se llevaría a cabo.
El 16 de abril de 2025, ambos artista confirmaron a través de sus redes sociales que el título de la canción sería «Ramen para dos» y que su lanzamiento estaba programado para el 30 de abril de ese mismo año, sin embargo, el estreno de la canción debió ser postergado para el 8 de mayo de 2025 tras la internación de Becerra en la Clínica Zabala luego de padecer un embarazo ectópico, que le generó graves problemas de salud impidiéndole continuar con sus actividades profesionales planificadas.

## Composición y letra
El sonido de «Ramen para dos» fue descrito como una canción de R&B latino que fusiona la balada romántica y el trap latino. La letra de la canción refleja dos perspectivas diferentes sobre un vínculo fallido entre dos personas, en el cual la mujer cree que sufrió una desilusión amorosa y lo manifiesta desde la locura, mientras que el hombre explica que todo se trató de una confusión y nunca le expresó indicios de una relación romántica.

## Recepción

### Rendimiento comercial
En Argentina, la canción debutó directamente en la cima del listado Argentina Hot 100 en la semana del 24 de mayo de 2025, lo que marcó la primera vez en las carreras de ambos artistas un debut en la posición más alta. Con esto, se convirtió en la séptima canción número uno de Becerra y la quinta de Londra. Este logro permitió a Becerra ampliar su récord como la artista femenina con mayor cantidad de números uno y extender su liderazgo como la artista con más canciones ubicadas dentro de las diez primeras posiciones, alcanzando un total de treinta. Paralelamente, debutó en la cima del listado de las canciones más escuchadas de Argentina, creado por la Cámara Argentina de Productores de Fonogramas y Videogramas (CAPIF).

## Video musical
El videoclip fue dirigido por Diego Peskins y producido por Virgen Films. La historia se desarrolla en Osaka (Japón), donde Becerra interpreta a una joven bajo el seudónimo de Shanina, una otaku quien está obsesionada con Londra por una relación entre ellos que fue distorsionada por la ilusión de ella y la falta de respuesta por parte de él, y a la vez ambos artistas presentan una similitud con la estética de los personajes del animé Mirai Nikki. El video musical contiene varias referencias sobre la cultura asiática oriental como el tatami, las puertas de shōji, el ramen y a los animés y dibujos animados como Pucca, Sailor Moon, Hello Kitty y Pokemón.
El 26 de mayo de 2025, los artistas lanzaron una versión alternativa del video, donde la historia y las imágenes están representadas como una serie de animé, que fue diseñada y dibujada por el ilustrador venezolano Juan Da Corte.

## Posicionamiento en las listas
| Listas (2025)                      | Mejor posición |
| ---------------------------------- | -------------- |
| Argentina (CAPIF)                  | 1              |
| Argentina (Monitor Latino)         | 3              |
| Argentina Hot 100 (Billboard)      | 1              |
| Bolivia (Monitor Latino)           | 10             |
| Bolivia Songs (Billboard)          | 5              |
| Chile Urbano (Monitor Latino)      | 17             |
| Costa Rica Urbano (Monitor Latino) | 6              |
| España (PROMUSICAE)                | 55             |
| Global Excl. US (Billboard)        | 100            |
| Paraguay Urbano (Monitor Latino)   | 10             |
| Perú Songs (Billboard)             | 16             |
| Uruguay (Monitor Latino)           | 7              |

| Listas (2025)  | Mejor posición |
| -------------- | -------------- |
| Paraguay (SGP) | 69             |
| Uruguay (CUD)  | 10             |

## Historial de lanzamientos
| Región | Fecha             | Formato(s)                 | Discográfica        | Ref.  |
| ------ | ----------------- | -------------------------- | ------------------- | ----- |
| Varios | 8 de mayo de 2025 | Descarga digital streaming | Warner Music Latina | [ 1 ] |